# Национальный геопарк Аршань
Национальный геопарк Аршань (кит. упр. 阿尔山国家地质公园)，полное название Национальный геологический парк горячих вулканических источников Аршань (кит. упр. 阿尔山火山温泉国家地质公园) — геопарк, расположенный в городском уезде Аршан автономного района Внутренняя Монголия КНР. Общая площадь парка составляет 814 кв. км.

## Особенности парка
Геологический парк расположен на востоке автономного района Внутренняя Монголия, на среднем участке горной системы Большой Хинган. Территорию парка охватывает огромные леса, горячие источники, ледниковый и вулканический рельеф, степи, реки и озера.
Главной особенностью парка являются свои «горячие источники». В районе расположено 76 родников, которые имеют высокое значение для здоровья человека, и являются самым популярным маршрутом для туристов.
Также в парке имеется вулкан Халаха, горное озеро Тяньчи (в переводе как «Пруд в небесах»), находящееся на высоте 1300 метров над уровнем моря.
По представлению Министерства земельных и природных ресурсов Китая геопарк Аршань входит в список третьей партии государственных геологических парков Китая.